# Festival d'Aldeburgh
El Festival d'Aldeburgh (en anglès: Aldeburgh Festival of Music and the Arts) és un festival anglès de música clàssica europea, que se celebra cada any el mes de juny des de 1948 a Aldeburgh, una petita localitat pesquera de Suffolk. La principal sala de concerts és la Snape Maltings.

## Història
El festival va ser fundat el 1948 pel compositor Benjamin Britten, el cantant Peter Pears i el libretista Eric Crozier. La intenció original era proporcionar una llar per a la seva companyia d'òpera, l'English Opera Group, però aviat es va ampliar per incloure lectures de poesia, literatura, drames, conferències i exposicions d'art. El primer festival va tenir lloc entre el 5 i el 13 de juny de 1948 i va utilitzar l'Aldeburgh Jubilee Hall, a només uns metres de la casa de Britten de Crabbe Street, com a lloc de les actuacions. Es van representar Albert Herring, per l'English Opera Group, i l'estrena de la Cantata de Sant Nicolau.
Al llarg dels anys el Festival d'Aldeburgh va créixer i s'hi van fer representacions en altres llocs, com ara l'església de Sant Pere i Sant Pau, del segle xv, o en les localitats properes d'Orford, Blythburgh i Framlingham. A mitjan 1960, el festival va aconseguir una sala de concerts molt més gran, amb la reconversió de la Snape Maltings, una de les més grans cerveseries d'ordi del segle xix d'East Anglia. Es van conservar els trets més distintius de l'edifici original. La nova sala de concerts va ser inaugurada per la reina Isabel II el 2 de juny de 1967, al començament del 20è Festival d'Aldeburgh.
Dos anys més tard, en la nit inaugural del festival de 1969, la sala de concerts va ser destruïda pel foc, i van quedar només les parets exteriors. Aquest any el festival es va traslladar a altres llocs propers, però, al següent, la sala havia estat reconstruïda i de nou va ser inaugurada per la Reina, aquesta vegada al començament del festival de 1970.

## El festival avui dia
El festival és gestionat avui per Aldeburgh Productions, que també dirigeix el Programa per a Joves Artistes Britten-Pears (anteriorment, l'Escola Britten-Pears per a Estudis Musicals Avançats) i les «Residències Aldeburgh», un programa que ofereix oportunitats a artistes, tant del Regne Unit com d'altres països.
El festival conserva un caràcter únic, en la seva major part a causa de la seva ubicació en el camp de Suffolk. També segueix emfatitzant la presentació de música nova, noves interpretacions i el redescobriment de música oblidada. Ha vist l'estrena de diverses òperes de Britten, com A Midsummer Night's Dream el 1960 i Death in Venice el 1973, i també algunes d'altres compositors, com Punch and Judy el 1968, de Harrison Birtwistle.
Són directors honorífics del «Britten–Pears Young Artist Programme», Heather Harper, Donald Mitchell, Murray Perahia i Galina Vixnévskaia. El 1999 el compositor Thomas Adès, amb 28 anys, va ser nomenat director artístic del festival.